# Qualificazioni al campionato mondiale di calcio 1986 - AFC
Sono elencate di seguito le date e i risultati della zona asiatica (AFC) per le qualificazioni al mondiale del 1986.

## Formula
28 membri FIFA: si contendono 2 posti disponibili per la fase finale. Le squadre sono suddivise in due zone geografiche (13 squadre per la Zona A - Asia Occidentale, 14 squadre per la Zona B - Asia Orientale). Le qualificazioni si dividono in due turni.
- Primo turno - 27 squadre, divise in 8 gruppi (4 per ogni zona), giocano partite di andata e ritorno ( Oman e  Libano si ritirano senza aver giocato alcun match,  Iran viene squalificato a causa della Guerra Iran-Iraq). La vincente di ogni gruppo accede al secondo turno.
- Secondo turno - 8 squadre (4 per ogni zona), giocano playoff con partite di andata e ritorno. La vincente di ogni zona si qualifica alla fase finale.

## Primo Turno

### Zona A

#### Gruppo 1A
| Data           | Luogo | Squadra 1           | Risultato | Squadra 2           |
| -------------- | ----- | ------------------- | --------- | ------------------- |
| 12 aprile 1985 | Riad  | Arabia Saudita      | 0 - 0     | Emirati Arabi Uniti |
| 19 aprile 1985 | Dubai | Emirati Arabi Uniti | 1 - 0     | Arabia Saudita      |

| Pos | Squadra             | Pti      | G        | V        | N        | P        | GF       | GS       | DR       |
| --- | ------------------- | -------- | -------- | -------- | -------- | -------- | -------- | -------- | -------- |
| 1   | Emirati Arabi Uniti | 3        | 2        | 1        | 1        | 0        | 1        | 0        | +1       |
| 2   | Arabia Saudita      | 1        | 2        | 0        | 1        | 1        | 0        | 1        | -1       |
| -   | Oman                | Ritirato | Ritirato | Ritirato | Ritirato | Ritirato | Ritirato | Ritirato | Ritirato |

 Emirati Arabi Uniti qualificato al secondo turno.

#### Gruppo 1B
| Data           | Luogo             | Squadra 1 | Risultato | Squadra 2 |
| -------------- | ----------------- | --------- | --------- | --------- |
| 15 marzo 1985  | Amman             | Giordania | 0 - 0     | Qatar     |
| 29 marzo 1985  | Amman             | Giordania | 2 - 3     | Iraq      |
| 5 aprile 1985  | Doha              | Qatar     | 3 - 0     | Iraq      |
| 12 aprile 1985 | Doha              | Qatar     | 2 - 0     | Giordania |
| 19 aprile 1985 | Madinat al-Kuwait | Iraq      | 2 - 0     | Giordania |
| 5 maggio 1985  | Calcutta          | Iraq      | 2 - 1     | Qatar     |

| Pos | Squadra   | Pti      | G        | V        | N        | P        | GF       | GS       | DR       |
| --- | --------- | -------- | -------- | -------- | -------- | -------- | -------- | -------- | -------- |
| 1   | Iraq      | 6        | 4        | 3        | 0        | 1        | 7        | 6        | +1       |
| 2   | Qatar     | 5        | 4        | 2        | 1        | 1        | 6        | 3        | +3       |
| 3   | Giordania | 1        | 4        | 0        | 1        | 3        | 3        | 7        | -4       |
| -   | Libano    | Ritirato | Ritirato | Ritirato | Ritirato | Ritirato | Ritirato | Ritirato | Ritirato |

 Iraq qualificato al secondo turno.

#### Gruppo 2A
| Data           | Luogo             | Squadra 1      | Risultato | Squadra 2      |
| -------------- | ----------------- | -------------- | --------- | -------------- |
| 22 marzo 1985  | Damasco           | Siria          | 1 - 0     | Kuwait         |
| 29 marzo 1985  | Sana'a            | Yemen del Nord | 0 - 1     | Siria          |
| 5 aprile 1985  | Madinat al-Kuwait | Kuwait         | 5 - 0     | Yemen del Nord |
| 12 aprile 1985 | Madinat al-Kuwait | Kuwait         | 0 - 0     | Siria          |
| 19 aprile 1985 | Damasco           | Siria          | 3 - 0     | Yemen del Nord |
| 26 aprile 1985 | Sana'a            | Yemen del Nord | 1 - 3     | Kuwait         |

| Pos | Squadra        | Pti | G | V | N | P | GF | GS | DR  |
| --- | -------------- | --- | - | - | - | - | -- | -- | --- |
| 1   | Siria          | 7   | 4 | 3 | 1 | 0 | 5  | 0  | +5  |
| 2   | Kuwait         | 5   | 4 | 2 | 1 | 1 | 8  | 2  | +6  |
| 3   | Yemen del Nord | 0   | 4 | 0 | 0 | 4 | 1  | 12 | -11 |

 Siria qualificata al secondo turno.

#### Gruppo 2B
| Data           | Luogo  | Squadra 1     | Risultato | Squadra 2     |
| -------------- | ------ | ------------- | --------- | ------------- |
| 29 marzo 1985  | Aden   | Yemen del Sud | 1 - 4     | Bahrein       |
| 12 aprile 1985 | Manama | Bahrein       | 3 - 3     | Yemen del Sud |

| Pos | Squadra       | Pti          | G            | V            | N            | P            | GF           | GS           | DR           |
| --- | ------------- | ------------ | ------------ | ------------ | ------------ | ------------ | ------------ | ------------ | ------------ |
| 1   | Bahrein       | 3            | 2            | 1            | 1            | 0            | 7            | 4            | +3           |
| 2   | Yemen del Sud | 1            | 2            | 0            | 1            | 1            | 4            | 7            | -3           |
| -   | Iran          | Squalificato | Squalificato | Squalificato | Squalificato | Squalificato | Squalificato | Squalificato | Squalificato |

 Bahrein qualificato al secondo turno.

### Zona B

#### Gruppo 3A
| Data           | Luogo        | Squadra 1     | Risultato | Squadra 2     |
| -------------- | ------------ | ------------- | --------- | ------------- |
| 2 marzo 1985   | Katmandu     | Nepal         | 0 - 2     | Corea del Sud |
| 10 marzo 1985  | Kuala Lumpur | Malaysia      | 1 - 0     | Corea del Sud |
| 16 marzo 1985  | Katmandu     | Nepal         | 0 - 0     | Malaysia      |
| 31 marzo 1985  | Kuala Lumpur | Malaysia      | 5 - 0     | Nepal         |
| 6 aprile 1985  | Seul         | Corea del Sud | 4 - 0     | Nepal         |
| 19 maggio 1985 | Seul         | Corea del Sud | 2 - 0     | Malaysia      |

| Pos | Squadra       | Pti | G | V | N | P | GF | GS | DR  |
| --- | ------------- | --- | - | - | - | - | -- | -- | --- |
| 1   | Corea del Sud | 6   | 4 | 3 | 0 | 1 | 8  | 1  | +7  |
| 2   | Malaysia      | 5   | 4 | 2 | 1 | 1 | 6  | 2  | +4  |
| 3   | Nepal         | 1   | 4 | 0 | 1 | 3 | 0  | 11 | -11 |

 Corea del Sud qualificata al secondo turno.

#### Gruppo 3B
| Data           | Luogo    | Squadra 1  | Risultato | Squadra 2  |
| -------------- | -------- | ---------- | --------- | ---------- |
| 15 marzo 1985  | Giacarta | Indonesia  | 1 - 0     | Thailandia |
| 18 marzo 1985  | Giacarta | Indonesia  | 2 - 0     | Bangladesh |
| 21 marzo 1985  | Giacarta | Indonesia  | 2 - 1     | India      |
| 23 marzo 1985  | Bangkok  | Thailandia | 3 - 0     | Bangladesh |
| 26 marzo 1985  | Bangkok  | Thailandia | 0 - 0     | India      |
| 28 marzo 1985  | Bangkok  | Thailandia | 0 - 1     | Indonesia  |
| 30 marzo 1985  | Dacca    | Bangladesh | 1 - 2     | India      |
| 2 aprile 1985  | Dacca    | Bangladesh | 2 - 1     | Indonesia  |
| 5 aprile 1985  | Dacca    | Bangladesh | 1 - 0     | Thailandia |
| 6 aprile 1985  | Calcutta | India      | 1 - 1     | Indonesia  |
| 9 aprile 1985  | Calcutta | India      | 1 - 1     | Thailandia |
| 12 aprile 1985 | Calcutta | India      | 2 - 1     | Bangladesh |

| Pos | Squadra    | Pti | G | V | N | P | GF | GS | DR |
| --- | ---------- | --- | - | - | - | - | -- | -- | -- |
| 1   | Indonesia  | 9   | 6 | 4 | 1 | 1 | 8  | 4  | +4 |
| 2   | India      | 7   | 6 | 2 | 3 | 1 | 7  | 6  | +1 |
| 3   | Thailandia | 4   | 6 | 1 | 2 | 3 | 4  | 4  | 0  |
| 4   | Bangladesh | 4   | 6 | 2 | 0 | 4 | 5  | 10 | -5 |

 Indonesia qualificata al secondo turno.

#### Gruppo 4A
| Data             | Luogo               | Squadra 1 | Risultato | Squadra 2 |
| ---------------- | ------------------- | --------- | --------- | --------- |
| 17 febbraio 1985 | Macao               | Macao     | 2 - 0     | Brunei    |
| 17 febbraio 1985 | Hong Kong           | Hong Kong | 0 - 0     | Cina      |
| 20 febbraio 1985 | Macao               | Macao     | 0 - 4     | Cina      |
| 23 febbraio 1985 | Hong Kong           | Hong Kong | 8 - 0     | Brunei    |
| 26 febbraio 1985 | Macao               | Cina      | 8 - 0     | Brunei    |
| 1º marzo 1985    | Hong Kong           | Brunei    | 0 - 4     | Cina      |
| 6 marzo 1985     | Bandar Seri Begawan | Brunei    | 1 - 5     | Hong Kong |
| 13 marzo 1985    | Bandar Seri Begawan | Brunei    | 1 - 2     | Macao     |
| 28 aprile 1985   | Macao               | Macao     | 0 - 2     | Hong Kong |
| 4 maggio 1985    | Hong Kong           | Hong Kong | 2 - 0     | Macao     |
| 12 maggio 1985   | Pechino             | Cina      | 6 - 0     | Macao     |
| 19 maggio 1985   | Pechino             | Cina      | 1 - 2     | Hong Kong |

| Pos | Squadra   | Pti | G | V | N | P | GF | GS | DR  |
| --- | --------- | --- | - | - | - | - | -- | -- | --- |
| 1   | Hong Kong | 11  | 6 | 5 | 1 | 0 | 19 | 2  | +17 |
| 2   | Cina      | 9   | 6 | 4 | 1 | 1 | 23 | 2  | +21 |
| 3   | Macao     | 4   | 6 | 2 | 0 | 4 | 4  | 15 | -11 |
| 4   | Brunei    | 0   | 6 | 0 | 0 | 6 | 2  | 29 | -27 |

 Hong Kong qualificato al secondo turno.

#### Gruppo 4B
| Data             | Luogo     | Squadra 1      | Risultato | Squadra 2      |
| ---------------- | --------- | -------------- | --------- | -------------- |
| 19 gennaio 1985  | Singapore | Singapore      | 1 - 1     | Corea del Nord |
| 23 febbraio 1985 | Singapore | Singapore      | 1 - 3     | Giappone       |
| 21 marzo 1985    | Tokyo     | Giappone       | 1 - 0     | Corea del Nord |
| 30 aprile 1985   | Pyongyang | Corea del Nord | 0 - 0     | Giappone       |
| 18 maggio 1985   | Tokyo     | Giappone       | 2 - 0     | Singapore      |
| 26 maggio 1985   | Pyongyang | Corea del Nord | 2 - 0     | Singapore      |

| Pos | Squadra        | Pti | G | V | N | P | GF | GS | DR |
| --- | -------------- | --- | - | - | - | - | -- | -- | -- |
| 1   | Giappone       | 7   | 4 | 3 | 1 | 0 | 9  | 1  | +8 |
| 2   | Corea del Nord | 4   | 4 | 1 | 2 | 1 | 3  | 2  | +1 |
| 3   | Singapore      | 1   | 4 | 0 | 1 | 3 | 2  | 11 | -9 |

 Giappone qualificata al secondo turno.

## Secondo Turno

### Zona A

#### Semifinali
| Data              | Luogo | Squadra 1           | Risultato | Squadra 2           |
| ----------------- | ----- | ------------------- | --------- | ------------------- |
| 20 settembre 1985 | Dubai | Emirati Arabi Uniti | 2 - 3     | Iraq                |
| 27 settembre 1985 | Ta'if | Iraq                | 1 - 2     | Emirati Arabi Uniti |

| Data              | Luogo   | Squadra 1 | Risultato | Squadra 2 |
| ----------------- | ------- | --------- | --------- | --------- |
| 6 settembre 1985  | Manama  | Bahrein   | 1 - 1     | Siria     |
| 20 settembre 1985 | Damasco | Siria     | 1 - 0     | Bahrein   |

 Iraq e  Siria qualificate per la finale.

#### Finale
| Data             | Luogo   | Squadra 1 | Risultato | Squadra 2 |
| ---------------- | ------- | --------- | --------- | --------- |
| 15 novembre 1985 | Damasco | Siria     | 0 - 0     | Iraq      |
| 29 novembre 1985 | Ta'if   | Iraq      | 3 - 1     | Siria     |

 Iraq qualificato alla fase finale.

### Zona B

#### Semifinali
| Data           | Luogo    | Squadra 1     | Risultato | Squadra 2     |
| -------------- | -------- | ------------- | --------- | ------------- |
| 21 luglio 1985 | Seul     | Corea del Sud | 2 - 0     | Indonesia     |
| 30 luglio 1985 | Giacarta | Indonesia     | 1 - 4     | Corea del Sud |

| Data              | Luogo     | Squadra 1 | Risultato | Squadra 2 |
| ----------------- | --------- | --------- | --------- | --------- |
| 11 agosto 1985    | Kōbe      | Giappone  | 3 - 0     | Hong Kong |
| 22 settembre 1985 | Hong Kong | Hong Kong | 1 - 2     | Giappone  |

 Corea del Sud e  Giappone qualificate per la finale.

#### Finale
| Data            | Luogo | Squadra 1     | Risultato | Squadra 2     |
| --------------- | ----- | ------------- | --------- | ------------- |
| 26 ottobre 1985 | Tokyo | Giappone      | 1 - 2     | Corea del Sud |
| 3 novembre 1985 | Seul  | Corea del Sud | 1 - 0     | Giappone      |

 Corea del Sud qualificato alla fase finale.